# Evaluación de tecnologías sanitarias
La evaluación de tecnología sanitarias es el proceso sistemático de valoración de las propiedades, los efectos y/o el impacto de la tecnología sanitaria. Puede abordar tanto las consecuencias directas y deseadas de las tecnologías como las indirectas y no deseadas. Su objetivo principal es informar la toma de decisiones en atención sanitaria. La evaluación de tecnologías sanitarias es realizada por grupos multidisciplinarios utilizando marcos analíticos explícitos basados en diversos métodos.
Existen otras definiciones que incluyen "un método de síntesis de evidencia que considera las evidencia con respecto a efectividad clínica, seguridad, coste-efectividad que, cuándo se aplica en términos generales, incluye aspectos sociales, éticos, y legales del uso de tecnologías de salud. El equilibrio preciso de estos componentes depende de el propósito de cada ETS individual. Un uso importante de ETS es informar sobre las decisiones de cobertura y reembolso-financiación, circunstancia en la que las ETS tendrían que incluir aspectos de la valoración del daño-beneficio y la evaluación económica."  Y "un proceso multidisciplinar que resume información sobre asuntos médicos, sociales,  económicos y éticos relacionados con el uso de una tecnología de salud de una forma sistemático, transparente, sin sesgos, y de forma robusta. Su objetivo es informar políticas de salud  seguras, eficaces, centradas en el paciente y buscando conseguir el mejor valor. A pesar de sus objetivos políticos, las ETS deben estar siempre firmemente arraigadas en la investigación y el método científico".

## Propósito
La evaluación de tecnologías sanitarias está dirigida a proporcionar un puente entre el mundo de la investigación y el mundo de la toma de decisiones. La ETS son un campo activo internacionalmente y han experimentado un crecimiento continuado promovido por la necesidad de apoyar decisiones clínicas, de gestión o administración, y políticas. También han avanzado por la evolución de los métodos de evaluación en el campo de las ciencias sociales y las ciencias aplicadas, incluyendo epidemiología clínica y economía de la salud. Las decisiones en políticas sanitarias están deviniendo cada vez más importantes mientras que los costes de oportunidad de tomar decisiones incorrectas continúan creciendo. ETS  se utilizan actualmente en la evaluación de tecnologías médicas innovadoras como la telemedicina, p. ej. utilizando el Modelo para la evaluación de la telemedicina (MAST).
La tecnología de la salud puede ser definida en términos generales como:

Cualquier intervención que puede ser utilizada para promover la salud, prevenir, diagnosticar o tratar la enfermedad, o para la rehabilitación o cuidados a largo plazo. Esto incluye los medicamentos, dispositivos, procedimientos y sistemas organizativos utilizados en la atención sanitaria.

## Historia
Signo del crecimiento internacional de la ETS es la creciente afiliación a la Red Internacional de Agencias para la Evaluación de Tecnologías Sanitarias (INAHTA), una organización coordinadora sin ánimo de lucro establecida en 1993. Las organizaciones e individuos implicados en investigación de ETS también están afiliadas con sociedades como la sociedad internacional HTAi y la International Society for Pharmacoeconomics and Outcomes Research (ISPOR). 

## Evaluación de tecnologías sanitarias en España
En España, la Red Española de Agencias de Evaluación de Tecnologías Sanitarias y Prestaciones del Sistema Nacional de Salud articula y ejecuta un programa sistemático de ETS que tiene como objetivo generar, difundir y facilitar la implementación de información destinada a fundamentar la toma de decisiones en el Sistema Nacional de Salud, contribuyendo de esta forma al incremento de la calidad, equidad, eficiencia y cohesión en el mismo

## Internacionalmente

### Reino Unido
El instituto Nacional del Reino Unido para Investigación Sanitaria realiza varios programas de investigación que pueden ser vistos en el ámbito de la Evaluación de Tecnologías de la Salud. De singular interés es el  programa de Valoración de Tecnología de Salud NIHR, de los primeros en marcha, que aborda dos tipos de programa: HTA en forma de modelización y síntesis de evidencia, y generación de evidencia con una gran oferta de ensayos clínicos pragmáticos (RCTs) y estudios de cohorte (cohort estudios).
También en el Reino Unido, la Valoración Multidisciplinar de Centro de Tecnología para Atención Sanitaria lleva a cabo HTA en colaboración con el servicio de salud, el NHS y varios socios industriales. MATCH está organizado en cuatro áreas dirigidas a temas clave en HTA que incluyen Economía de Salud, Herramientas para Industria, Necesidades de los Usuarios y Aprovisionamiento y cadena de Suministro.